# Osana
Osana este un cuvânt liturgic utilizat în practica religioasă iudaică și creștină. În iudaism, el este folosit întotdeauna în forma ebraică originală, הושענא Hoshana.

## Etimologie
Cuvântul osana (în latină osanna, în greacă ὡσαννά, hōsanná) provine din cuvântul ebraic הושיעה־נא ,הושיעה נא hôšîʿâ-nā și este înrudit cu termenul aramaic אושענא (ʾōshaʿnā), care înseamnă „salvează, mântuiește, izbăvește, salvator”.
În Biblia ebraică este folosit doar în versete precum „ajută-ne” sau „mântuiește-ne, te implorăm” (Psalmii 5:117:25)
Acest cuvânt apare în numeroase versete ale Noului Testament, inclusiv „Osana! Bine este cuvântat Cel ce vine întru numele Domnului!” (Marcu 11:9), „Osana întru cei de sus!” (Marcu 11:10); „Osana Fiului lui David” (Matei 21:9). În acest context, cuvântul „osana” pare a fi o „formă specială de respect” acordat celui care a mântuit, mântuiește sau va mântui. Dacă această interpretare este adevărată, atunci „osana” reprezintă „o onoare specială acordată celui care mântuiește”. Vechea interpretare „Mântuiește-ne!”, bazată pe psalmul 117:25, nu explică pe deplin apariția cuvântului în Evanghelii ca un strigăt de bucurie și acest lucru a dat naștere unor discuții complexe.

## Utilizare liturgică în diferite tradiții
În context liturgic, el reprezintă un strigăt care exprimă apelul la ajutorul divin.

### Iudaism
În liturghia evreiască, cuvântul este folosit în mod special la slujba religioasă Hoshana, un ciclu de rugăciuni din care se cântă o selecție în fiecare dimineață a celor șapte zile ale Sucotului, Sărbătoarea Corturilor sau a Tabernacolelor. Ciclul complet este cântat în a șaptea zi a festivalului, care se numește Hoshana Rabbah (הושענא רבא, „Marea Osana”). 

### Creștinism
„Osana” a fost strigătul de laudă sau de adorație scos ca o recunoaștere a lui Isus ca Mesia la intrarea sa triumfală în Ierusalim: „Osana! Binecuvântat este Cel ce vine întru numele Domnului!”. El este folosit cu același sens în laudele creștine.
„Imnul Osana”, bazat pe expresia Osana, este un imn tradițional al Bisericii Moraviene scris de episcopul Christian Gregor din Herrnhut pentru a fi cântat în Duminica Floriilor și în prima duminică a Adventului. El este antifonal, adică o melodie de tip chemare și răspuns; în mod tradițional, acesta este cântat între liturghia copiilor și liturghia adulților, deși este posibil să fie cântat și în alte momente, cum ar fi între cântecele corului și liturghie.
Multe cântece cu uz bisericesc poartă titlul „Osana”, inclusiv cântecele scrise de cântărețul neozeelandez Brooke Fraser Ligertwood (incluse pe albumul All of Above (2007) și pe albumul live Saviour King ale formației Hillsong United și pe albumul I Will Go al grupului canadian Starfield), cântecul scris de Paul Baloche de pe albumul A Greater Song (2006), cântecul artistului gospel Kirk Franklin sau cântecul compus de Andrew Peterson de pe albumul Resurrection Letters II (2008). Cântecul „Hosanna (Be Lifted High) al lui Sidney Mohede a fost inclus pe albumul Love God, Love People al lui Israel Houghton, câștigător al unui premiu Grammy în 2011.
În Filipine, în special în provinciile vorbitoare de limba tagalog, termenul Osanahan se referă la procesiunea preotului de la o stație de rugăciune (denumită kuból sau Galilea în unele provincii) după binecuvântarea ramurilor de palmier către biserica parohială pentru celebrarea Liturghiei din Duminica Patimilor. Această procesiune este însoțită de credincioși, cu copii mici îmbrăcați ca îngeri care cântă antifoane în limba filipineză sau latină dintr-un cântec filipinez, cu o rondalla sau o trupă de alamă ca acompaniament muzical.

## Alte exemple de utilizare modernă
Arhitectul Frank Lloyd Wright a folosit acest cuvânt în exclamația „Osana! Un client!” după ce a obținut o comandă după o lungă perioadă de inactivitate.
În musicalul de pe Broadway 1776 din 1969, cuvântul este folosit în mod repetat ca parte a refrenului cântecului „Cool, Cool, Considerate Men”.
„Hosanna” este numele uneia dintre melodiile cântate în opera-rock Jesus Christ Superstar din 1971. Cântecul însoțește intrarea lui Isus în Ierusalim, ca în pasajele biblice. Isus este hărțuit de marele preot Caiafa, dar oamenii îl sărbătoresc ca pe Mesia. O repetare a refrenului are loc atunci când Isus este trimis la regele Irod Antipa.
A.R. Rahman a compus piesa „Hosanna” pentru filmul tamil Vinnaithaandi Varuvaayaa (2010). Cuvântul este folosit aici ca o exclamație de bucurie atunci când un bărbat își vede iubita. Forumul creștin Catholic Secular Forum (CSF) a obiectat față de folosirea acestui cântec și i-a rugat pe producătorii de film Fox Star Studios să o scoată din montajul final al remake-ului hindi al filmului, Ekk Deewana Tha. Albumul New al lui Paul McCartney, lansat în 2013, conține o melodie intitulată „Hosanna”. Contextual, el folosește această expresie ca un strigăt de ajutor față de starea actuală a societății omenești.
Comicii americani Tim și Eric folosesc expresia „blessed Hosanna” în piesa lor „Morning Prayer with Skott and Behr”.